# Federico Cattaneo
Federico Cattaneo (* 14. Juli 1993 in Saronno) ist ein italienischer Leichtathlet, der sich auf die Sprintdisziplinen spezialisiert hat.

## Leben
Federico Cattaneo wurde in Saronno geboren und wuchs in Rovellasca, in der Lombardei, auf. Bereits seit jungen Jahren war er sportlich aktiv, so spielte er insgesamt sechs Jahre lang Fußball und übte sich auch im Skifahren, Schwimmen und im Tennis. 2009 wurde ein Leichtathletiktrainer auf ihn aufmerksam, nachdem er bei Schulmeisterschaften siegreich war. Er begann Leichtathletik zu betreiben, wenngleich seine Anfangsjahre immer wieder durch kleinere Verletzungen geprägt waren. 2014 zog er nach Turin um, wo er seitdem von Alessandro Nocera trainiert wird. Er ist Fan des dort ansässigen Fußballclubs Juventus Turin. Cattaneo studierte zunächst Sportwissenschaften und belegte anschließend einen Kurs des Sportmanagements.

## Sportliche Laufbahn
Cattaneo nahm 2010 an den Italienischen U18-Meisterschaften im 100-Meter-Lauf teil, bei denen er den vierten Platz belegte. Erst 2013 konnte er, nach seinen Verletzungen, deutlich verbesserte Ergebnisse erzielen. Im Juni gewann er die Bronzemedaille bei den Italienischen U23-Meisterschaften und zog auch bei den Meisterschaften der Erwachsenen in das Finale ein. Einen Monat danach nahm er über 100 Meter und mit der Staffel an den U23-Europameisterschaften in Tampere teil. Nur mit der Staffel gelang es ihm in das Finale einzuziehen, in dem er mit dieser allerdings disqualifiziert wurde. Über 100 Meter war für ihn bereits nach dem Vorlauf Schluss. 2014 gewann er die Silbermedaille bei den nationalen U23-Meisterschaften. 2015 nahm Cattaneo bei den U23-Europameisterschaften in Tallinn erneut über 100 Meter und mit der Staffel. Diesmal kam er mit der Staffel aufgrund einer Disqualifikation nicht über den Vorlauf hinaus, zog indes aber über 100 Meter in das Finale ein, in dem er in 10,57 s den siebten Platz belegte.
2016 gewann Cattaneo die Silbermedaille bei den Italienischen Meisterschaften. Kurz darauf steigerte er seine Bestzeit auf 10,35 s. Im August trat er mit der Staffel bei den Europameisterschaften in Amsterdam an. Der Einzug in das Finale gelang, in dem man mit 38,69 s den fünften Platz belegte. Im Mai 2017 stellte er mit 10,28 seine Bestzeit über 100 Meter auf, bevor er im Juli erstmals die Goldmedaille bei den Italienischen Meisterschaften gewinnen konnte. Danach nahm er an der Universiade in Taipeh teil, bei der er allerdings nach dem Vorlauf ausschied. 2018 gewann Cattaneo bei den Mittelmeerspielen in Tarragona zwei Medaillen, Bronze über 100 Meter und Gold mit der Staffel. In diesen Disziplinen nahm er im August auch an den Europameisterschaften in Berlin teil. Während er mit der Staffel abermals nach dem Vorlauf disqualifiziert wurde, gelang es ihm über 100 Meter das Halbfinale zu erreichen, in dem er als Siebter seines Laufes ausschied. 2019 trat er mit der Staffel bei den Weltmeisterschaften in Doha. Wenngleich sie auf Platz 10 liegend, nach dem Vorlauf ausschieden, stellte das Quartett in 38,11 s dennoch einen neuen Nationalrekord auf. Der ehemalige hatte zuvor seit 2010 bei 38,17 s gelegen.

## Wichtige Wettbewerbe
| Jahr                | Veranstaltung             | Ort                 | Platz               | Disziplin           | Zeit / Weite        |
| Startet für Italien | Startet für Italien       | Startet für Italien | Startet für Italien | Startet für Italien | Startet für Italien |
| ------------------- | ------------------------- | ------------------- | ------------------- | ------------------- | ------------------- |
| 2013                | U23-Europameisterschaften | Tampere             | 23.                 | 100 m               | 10,85 s             |
| 2013                | U23-Europameisterschaften | Tampere             |                     | 4 × 100 m           | DQ (Finale)         |
| 2015                | U23-Europameisterschaften | Tallinn             | 7.                  | 100 m               | 10,57 s             |
| 2015                | U23-Europameisterschaften | Tallinn             |                     | 4 × 100 m           | DQ (Vorlauf)        |
| 2016                | Europameisterschaften     | Amsterdam           | 5.                  | 4 × 100 m           | 38,69 s             |
| 2018                | Mittelmeerspiele          | Tarragona           | 3.                  | 100 m               | 10,37 s             |
| 2018                | Mittelmeerspiele          | Tarragona           | 1.                  | 4 × 100 m           | 38,49 s             |
| 2018                | Europameisterschaften     | Berlin              | 20.                 | 100 m               | 10,39 s             |
| 2018                | Europameisterschaften     | Berlin              |                     | 4 × 100 m           | DQ (Vorlauf)        |
| 2019                | Weltmeisterschaften       | Doha                | 10.                 | 4 × 100 m           | 38,11 s             |

## Persönliche Bestleistungen
Freiluft
- 100 m: 10,28 s, 25. Mai 2017, Savona

Halle
- 60 m: 6,83 s, 17. Januar 2015, Modena